# Nobuo Arai
Nobuo Arai (新井信男?, Arai Nobuo; 1909 – 15 giugno 1990) è stato un nuotatore giapponese.
Specializzato nello stile libero ha vinto la medaglia d'argento nella staffetta 4x200 m sl Olimpiadi di Amsterdam 1928.

## Palmarès
- Olimpiadi

Amsterdam 1928: argento nella staffetta 4x200 m sl.